# 클레오파스 야누
클레오파스 야누(그리스어: Κλέοπας Γιάννου, 1982년 5월 4일 ~ )는 그리스의 전 축구 선수이며, 포지션은 골키퍼이다.
올림피아코스 FC 유스 출신으로, 1999년 1군으로 승격해 2002년 성인 리그 경기에 데뷔하였다. 하지만 후보로 머물다 2003-04 시즌 파니스 카테르얀나키스의 부상 등으로 인해 주전으로 활동하며 12경기를 뛰었다. 그러나 시즌 종료 이후 팀에 새로 영입된 안토니오스 니코폴리디스에게 주전 자리를 내주었으며, 2005-06 시즌 올랭피크 리옹과의 조별 라운드 경기에서 UEFA 챔피언스리그 무대에 데뷔하였다. 이후 2006년 에갈레오 FC로 임대된 뒤 2007년 팀에서 방출되었고, 잉글랜드 풋볼 리그 챔피언십의 카디프 시티 FC에서 입단 테스트를 받았으나 통과하지 못하였다. 그 뒤 AEL 리마솔과 파니오니오스 FC 등을 거쳤으며, 2014년 AO 네아 이오니아 FC에서 은퇴하였다.
또한 2004년 그리스 U-23 국가대표팀 소속으로 2004년 하계 올림픽에 참가했으며, 멕시코와의 조별 라운드 3차전에 출전하였다.
그리고 2002년 그리스에서 판매하는 복권에 당첨되어 약 100만 유로를 획득하기도 했다.